# Michałowicki Potok
Michałowicki Potok (niem. Grundfloss) – potok, prawy dopływ Kamiennej.
Potok płynie w Sudetach Zachodnich w północno-zachodniej części Karkonoszy, w północno-zachodniej części Pogórza Karkonoskiego. Jego źródła znajdują się w Michałowicach. Płynie na północny zachód, dość stromo, wcinając się głęboką doliną pomiędzy Drewniakiem i Złotym Widokiem na południu a Piechowicką Górą północy. Uchodzi do Kamiennej w górnej części Piechowic.
Płynie po granicie i jego zwietrzelinie. Dolna część zlewni Michałowickiego Potoku porośnięta jest górnoreglowymi lasami świerkowymi. W górnej części, w Michałowicach Michałowicki Potok przecina  niebieski szlak turystyczny z Piechowic na Przełęcz pod Śmielcem.